# Маранц, Берта Соломоновна
Бе́рта Соломо́новна Мара́нц (16 декабря 1907, Проскуров, Подольская губерния, Российская империя — 4 мая 1998, Нижний Новгород, Россия) — советская и российская пианистка и педагог.
Заслуженный деятель искусств РСФСР (1972), профессор, диплом и премия за лучшее исполнение произведений Бетховена на 2-м Всесоюзном конкурсе музыкантов-исполнителей (Москва, 1938).

## Биография
Родилась в 1907 году в Проскурове (Ныне Хмельницкий, Украина) в семье крупного сахарозаводчика и почётного гражданина Соломона Маранца. Не позднее 1910 года семья переехала в Одессу, где началась её творческая жизнь. Обучалась у известнейшего педагога Берты Михайловны Рейнгбальд, у которой также обучались Э. Гилельс, Т. Гольдфарб, Л. Сосина и другие крупные музыканты.
В Одессе Берта Маранц работала также концертмейстером у знаменитого Петра Соломоновича Столярского, выступая с такими его учениками того времени как Давид Ойстрах, Борис Гольдштейн, Михаил Фихтенгольц. Впоследствии, окончив Московскую консерваторию у Генриха Нейгауза, она становится одной из самых ярких учениц, которой он всегда гордился и считал её «украшением своей школы».
Берта Маранц стояла у истоков создания двух крупнейших консерваторий России — в Свердловске и в Горьком, где она проработала всю оставшуюся жизнь. Воспитав в этих вузах более 200 пианистов, среди которых крупнейшие музыканты-лауреаты международных конкурсов, профессора, доктора и кандидаты наук, она, несомненно, оказала весомое влияние на развитие отечественного пианизма.
Маранц была блестящей уникальной пианисткой, её концертная жизнь продолжалась более 70 лет. Обладательница огромного классического репертуара, превосходный интерпретатор Бетховена и Шопена, на протяжении всей творческой жизни она пропагандировала современную музыку. Она выступала с такими дирижёрами как Г. Себастиан, Т. Ханникайнен, И. Мусин, Р. Баршай, М. Паверман, Г. Юдин, В. Дударова, И. Гусман, А. Скульский и др. Постоянно выступала Б. Маранц как камерная исполнительница и концертмейстер. В течение ряда лет её партнёрами были Д. Ойстрах, Б. Гольдштейн, М. Фихтенгольц, З. Лодий, Д. Пантофель-Нечецкая, Н. Дорлиак, Г. Цомык, А. Броун и др. Исполнительская и педагогическая деятельность Б. С. Маранц находит отражение в превосходных отзывах крупнейших музыкантов, среди которых её авторитет был непререкаем.
Даже в последние годы своей жизни Берта Маранц могла великолепно сыграть практически любое произведение наизусть, без нот.
Умерла 4 мая 1998 года, похоронена в Нижнем Новгороде на Бугровском кладбище (2 участок).
Муж — Семён Соломонович Бендицкий (1908—1993), пианист, преподаватель музыки, профессор.

## Память
- Дом, где родилась Берта Соломоновна Маранц — сохранился. Ныне там находится театр кукол.
- К 100-летию со дня рождения Маранц была выпущена книга «Берта Маранц. Играть? Обязательно играть!», Нижний Новгород: 2007. — 368 с. (ISBN 978-5-89533-203-0).[2]